# Ligny-en-Cambresis Communal Cemetery
Ligny-en-Cambresis Communal Cemetery is een Britse militaire begraafplaats gelegen in de Franse plaats Ligny-en-Cambresis (Noorderdepartement). De begraafplaats wordt onderhouden door de Commonwealth War Graves Commission.
De begraafplaats telt 19 geïdentificeerde Gemenebest graven uit de Eerste Wereldoorlog.